# Beseck Mountain
Beseck Mountain, ou Besek Mountain, est une montagne située dans l'État du Connecticut (États-Unis) et faisant partie de Metacomet Ridge, une longue arête rocheuse des Appalaches qui traverse le sud de la Nouvelle-Angleterre sur 160 kilomètres de long. Le sommet s'élève à 260 mètres d'altitude. Beseck Mountain est une destination populaire pour la pratique de sports en plein air, réputée pour ses falaises, le panorama qu'elle offre, son microclimat ainsi que sa faune et sa flore variées.

## Toponymie
Selon la Connecticut Forest and Park Association, le nom Besek est une déformation de Besett, un mot amérindien signifiant « noir ».

## Géographie

### Topographie
Beseck Mountain s'élève abruptement 170 mètres au-dessus de la ville de Meriden, en présentant des falaises de près de cinq kilomètres de long orientées à l'ouest. Elle s'étend sur 6,4 kilomètres de long pour 1,2 kilomètre à son point le plus large. Son point culminant atteint 260 mètres d'altitude. Powder Ridge, ou Powder Hill, forme avec ses 170 mètres d'altitude un relief oriental secondaire, face à la Powder Ridge Ski Area, et est traversée par une route. Beseck Mountain se situe sur le territoire des villes de Meriden, Middlefield, Wallingford et Durham. Elle se prolonge au nord par Higby Mountain et au sud par Trimountain.

### Hydrographie
Black Pond est un étang situé au nord, séparant Higby Mountain de Beseck Mountain, dont les falaises plongent de 60 mètres de haut dans ses eaux. Besek Lake se trouve au nord-est et High Hill Pond à l'ouest.
Les eaux du versant oriental s'écoulent dans la Coginchaug River, affluent du fleuve Connecticut, tandis que la moitié occidentale de Beseck Mountain appartient au bassin du Quinnipiac, à travers la Muddy River au sud-ouest et le Harbor Brook au nord-ouest, qui se jette directement dans l'océan Atlantique au Long Island Sound.

### Géologie
Beseck Mountain, comme la plus grande partie de Metacomet Ridge, est composée de basalte, une roche volcanique. Elle s'est formée à la fin du Trias lors de la séparation de la Laurasia et du Gondwana, puis de l'Amérique du Nord et de l'Eurasie. La lave émise au niveau du rift s'est solidifiée en créant une structure en mille-feuille sur une centaine de mètres d'épaisseur. Les failles et les séismes ont permis le soulèvement de cette structure géologique caractérisée par de longues crêtes et falaises.

### Écosystème
La combinaison des crêtes chaudes et sèches, des ravines froides et humides et des éboulis basaltiques est responsable d'une grande variété de microclimats et d'écosystèmes abritant de nombreuses espèces inhabituelles pour la région. Beseck Mountain est un important corridor migratoire saisonnier pour les rapaces.
Powder Ridge est pour sa part recouvertes de vergers de pommiers et de champs.

## Histoire
Le Powder Ridge Rock Festival aurait dû se tenir, entre le 30 juillet et le 2 août 1970, à Beseck Mountain, à la Powder Ridge Ski Area. Cependant, une injonction légale a obligé l'annulation de l'événement quelques jours avant son commencement, interdisant l'accès aux musiciens. Ceci n'a pas empêché une foule de 30 000 personnes, privées de nourriture, de divertissement, d'installations sanitaires mais livrée à 70 dealers, à déferler sur le site.

## Activités

### Tourisme
La montagne est ouverte à la randonnée pédestre, à la raquette à neige, au pique-nique et à diverses autres activités de détente. Le ski de piste et le snowboard sont pratiqués à Powder Ridge Ski Area. Cette station, située sur le versant oriental de la montagne jusqu'au sommet, a été mise en vente en 2007 pour cause de banqueroute après avoir fonctionné durant 47 ans. À la suite d'un référendum, en avril de la même année, qui a montré le soutien de la population à plus de 95 % en faveur du rachat par la ville de Middlefield, des négociations ont eu lieu afin d'acquérir la propriété pour 2,85 millions de dollars. Toutefois, des considérations légales ont compliqué l'affaire et la vente a été reportée, si bien qu'en décembre 2007, la station était toujours fermée. Le canotage et la pêche sont autorisés dans Black Pond. Plusieurs sentiers de randonnée traversent Beseck Mountain, dont une partie des 80 kilomètres du Mattabesett Trail, maintenu par la Connecticut Forest and Park Association, qui s'étend du nord de Lamentation Mountain, où il est relié à Metacomet Trail, jusqu'au sud de Totoket Mountain. Un parking est situé au nord de la montagne ; l'autre point d'accès à Mattabesett Trail se trouve au sud.

### Menaces et protections environnementales
La principale menace et pollution visuelle qui pèse sur Beseck Mountain est l'étalement périurbain, particulièrement important au nord-ouest puisqu'il y atteint les crêtes. Black Pond fait partie de la Black Pond Wildlife Management Area.
En 2000, la montagne a fait l'objet d'une étude du National Park Service en vue d'être intégrée dans un nouveau National Scenic Trail, le New England National Scenic Trail, qui aurait inclus le Metacomet-Monadnock Trail au Massachusetts d'une part, les Mattabesett Trail et Metacomet Trail au Connecticut d'autre part. Le Wallingford Land Trust et le Middlesex Land Trust veillent à la conservation et à la préservation du panorama.